# Anutin Charnvirakul
Anutin Charnvirakul (tiếng Thái: อนุทิน ชาญวีรกูล, RTGS: Anuthin Chanwirakun; sinh ngày 13 tháng 9 năm 1966) là một chính trị gia người Thái Lan, ông hiện giữ chức Bộ trưởng Nội vụ và Phó Thủ tướng Thái Lan kể từ năm 2023. Ông từng là Bộ trưởng Y tế trong chính phủ của Prayut Chan-o-cha và là nhân vật nổi bật phụ trách quản lý đại dịch COVID-19 tại Thái Lan.
Anutin là từng thành viên của một số đảng phái chính trị như Đảng Phát triển Quốc gia, Đảng Người Thái yêu người Thái và hiện là lãnh đạo của Đảng Tự hào Thái Lan thuộc liên minh cầm quyền với Đảng Vì nước Thái của thủ tướng Paetongtarn Shinawatra.

## Cuộc sống ban đầu và gia đình
Anutin là con trai của Chavarat Charnvirakul, cựu Phó thủ tướng và Bộ trưởng Nội vụ trong chính phủ của Abhisit Vejjajiva. Gia đình ông là người Thái gốc Hoa với tổ tiên từ Quảng Đông.
Anutin hoàn thành chương trình giáo dục trung học tại Cao đẳng Assumption và chương trình giáo dục đại học về kỹ thuật tại Đại học Hofstra vào năm 1989.
Ông thừa kế một gia sản lớn của gia đình ông là công ty xây dựng Sino-Thai Engineering và Construction PCL, đã xây dựng một số dự án lớn của chính phủ như Sân bay Suvarnabhumi của Bangkok.

## Sự nghiệp chính trị
Năm 1996, ông tham gia chính trường bằng cách trở thành cố vấn cho Bộ trưởng Ngoại giao Prachuap Chaiyasan và giữ chức Thứ trưởng Bộ Thương mại và Thứ trưởng Bộ Y tế từ năm 2004 đến năm 2005. Năm 2006, Đảng Người Thái yêu người Thái bị giải tán, ông bị cấm giữ chức vụ chính trị trong năm năm. Sau đó, ông gia nhập Đảng Tự hào Thái Lan vào năm 2012 sau khi lệnh cấm hết hạn và được bầu làm lãnh đạo đảng này vào ngày 14 tháng 10 năm 2012.
Trong cuộc tổng tuyển cử Thái Lan năm 2019 và 2023, ông là ứng cử viên của Đảng Tự hào Thái Lan cho chức vụ thủ tướng.
Ông là người ủng hộ hàng đầu việc sử dụng cần sa. Vào tháng 5 năm 2022, ông cho biết Bộ Y tế sẽ tặng 1 triệu cây cần sa vào tháng 6 cho các hộ gia đình Thái Lan để trồng mà không cần giấy phép.